# Йеснер, Леопольд
Леопольд Йеснер (3 марта 1878 — 13 декабря 1945) — немецкий театральный и кинорежиссёр и продюсер, последователь экспрессионизма, создатель «лестниц Йеснера» и один из создателей так называемого «политического театра». Его первый фильм, Чёрный ход (1921), считается поворотной точкой, проложившей путь для последующего развития немецкого экспрессионизма в экспериментах таких немецких режиссёров, как Фридрих Вильгельм Мурнау, Фриц Ланг и Пабст.
Родился в Кёнигсберге, в молодости был актёром гастрольных театров, к режиссуре впервые обратился в 1903 году. Он был директором гамбургского театра «Талия» с 1905 по 1915 год, Нового драматического театра в Кёнигсберге во время Первой мировой войны и Немецкого государственного театра в Берлине в 1919—1928 годах, Национального театра в Берлине в 1928—1930 годах. В первую очередь Йеснер был известен необычностью своих постановок, в которых лестницы, платформы, помосты и ступени различной высоты создавали различные пространства и уровни на сцене и часто заставляли актёров действовать в спектакле неестественным и упрощённым образом, а саму сцену порой и вовсе оставляя пустой.
В Hintertreppe, первом фильме Йесснера (поставленный совместно с Полом Лени), также присутствовали эти лестницы, пусть и стилизованные; впоследствии они появились в целом ряде образцов немецкого киноэкспрессионизма, что привело даже к возникновению термина «Лестницы Йеснера» и дало повод подвергнуть творчество режиссёра критике за перенос театральной концепции на киноэкран.
Будучи евреем и социалистом, он, после того как Адольф Гитлер пришёл к власти в Германии, был вынужден в 1934 году эмигрировать: жил сначала в Великобритании, в 1935 году переехал в Палестину, а в 1936 году — в США. Поселившись в Голливуде, он работал анонимно лектором по киноведению в Metro-Goldwyn-Mayer вплоть до своей смерти в Лос-Анджелесе. В 1951 году в его честь была названа одна из улиц в берлинском районе Фридрихсхайн.